# Aprendiz (álbum)
Aprendiz es el álbum debut de Malú, editado por Pep's Records el 11 de marzo de 1998, y con la producción de Jesús Yanes y Alfonso Pérez. Contó con composiciones creadas por Pedro Guerra o Alejandro Sanz. Contiene nueve temas. Una de las canciones, «Si tú me dejas», aparece en dos versiones.

## Sencillos
El tema con el que arranca el álbum, «Aprendiz», fue elegido como primer sencillo y llegó a convertirse en una de las canciones más emblemáticas de la artista. También se convirtió en su primer vídeo musical, llegando a definir esta canción como "amiga" y "aliada".
Los siguientes sencillos que se lanzaron fueron «Donde quiera que estés», «Como una flor», «Lucharé» y «Si tú dejas». El tercer sencillo, "«Como una flor», fue lanzado en versión bailable. Supuso su segundo videoclip, y se convirtió en otro tema importante dentro del repertorio de la cantante, cerrando en muchas ocasiones los conciertos durante sus giras.

## Recepción
Se mantuvo en la lista oficial de ventas de AFYVE durante más de 60 semanas consecutivas. Alcanzó el triple disco de platino, con más de 300.000 copias vendidas.
En los Premios Amigo otorgados por la SGAE del año 1998, Malú obtuvo el premio a «Mejor Artista Revelación» por este álbum, y también estuvo nominada al galardón de «Mejor Artista Femenina». También por este trabajo discográfico, se hizo con su primer Premio Dial, convirtiéndose en la artista más joven en lograrlo.

## Lista de canciones
| Aprendiz |                                 |                                               |          |  |
| N.º      | Título                          | Escritor(es)                                  | Duración |  |
| 1.       | «Aprendiz»                      | Alejandro Sanz                                | 4:47     |  |
| 2.       | «Lucharé»                       | Jesús Yanes                                   | 3:45     |  |
| 3.       | «Si tú me dejas»                | Fernando Villar · Iosune Díaz                 | 6:02     |  |
| 4.       | «Donde quiera que estés»        | Alejandro Sanz                                | 5:10     |  |
| 5.       | «Antes que amantes amigos»      | Alejandro Sanz                                | 4:17     |  |
| 6.       | «Hoy desperté»                  | Miguel R. Astudillo · Marisa Sardina          | 4:22     |  |
| 7.       | «Días que fueron»               | Pedro Guerra · Marcelo Gueblon                | 3:29     |  |
| 8.       | «Como una flor»                 | Carlos Javier Molina · Antonio Raúl Fernández | 5:02     |  |
| 9.       | «Si tú me dejas» (free version) | Fernando Villar · Iosune Díaz                 | 5:35     |  |

## Créditos y personal
- Malú: artista principal, voz
- Carlos Benavent: bajo
- Tito Duarte: percusión
- Víctor García: asistencia técnica
- José Manuel Cañizares: guitarra, guitarra flamenca
- Paco García: batería
- Sol Pilas: coros
- Manolo Toro: bajo, voces
- Jesús Yanes: dirección, producción, ingeniería, masterización, mezclas
- Alfonso Pérez: dirección, producción
- Doris Cales: coros
- David Palau: guitarra, guitarra eléctrica
- Carlos "Nene" Quintero: arreglista, programación
- Fernando Villar: piano, programación, arreglos de cuerdas
- Alberto Pinto: ingeniero de sonido
- Gugu Martínez: mezclas
- Jesús Ugalde: fotografía
- José Villar: arreglos, mezclas, dirección vocal
- Javier Abril: masterización

Créditos adaptados desde las notas de Aprendiz (1998) y Allmusic.

## Posicionamiento en listas
| Listas (1998)       | Mejor posición |
| ------------------- | -------------- |
| España (PROMUSICAE) | 11             |

| Listas (1998)       | Mejor posición |
| ------------------- | -------------- |
| España (PROMUSICAE) | 23             |
| Listas (1999)       | Mejor posición |
| España (PROMUSICAE) | 43             |

## Certificaciones
| País (organismo certificador) | Certificación | Unidades certificadas |
| ----------------------------- | ------------- | --------------------- |
| España (PROMUSICAE)           | 3x Platino    | 300 000               |

## Premios
| Año  | Nominación    | Categoría                       | Resultado | Ref.   |
| ---- | ------------- | ------------------------------- | --------- | ------ |
| 1998 | Premios Dial  | Premio Cadena Dial 1998         | Ganadora  | [ 11 ] |
| 1998 | Premios Amigo | Artista Revelación Española     | Ganadora  | [ 12 ] |
| 1998 | Premios Amigo | Mejor Solista Femenina Española | Nominada  | [ 12 ] |